# Теофан Печерски
Теофан Печерски Посник (12. век, Кијев) је древни руски православни светитељ, монах Печерског манастира.
Биографски подаци су непознати. Околности његовог живота нису описане у списима Кијевске лавре.
Назив Посник, по коме је познат указује да је строги пост као начин на који је приступио служењу Богу.
У акатисту свим Печерским монасима о њему се каже: „Радуј се, Теофане, јер си постом тело умртвио тело своје...".
Антрополошка истраживања су открила да је свети Теофан је умро у доби од око 50 година.
Његове мошти почивају у Блиским пећинама, поред моштију Светог Симона, епископа суздаљског.
Православна црква прославља светога Теофана Посника 24. октобра.